# Cosa dirà la gente
Cosa dirà la gente (Hva vil folk si) è un film del 2017 scritto e diretto da Iram Haq.

## Trama
Nisha è una sedicenne pakistana che vive in Norvegia con la famiglia estremamente tradizionalista. Mentre in casa si comporta seguendo il volere e le aspettative dei genitori, in realtà conduce all'esterno una vita da normale ragazza norvegese a loro insaputa, frequentando anche un ragazzo. Una notte viene sorpresa in camera sua con quest'ultimo dal padre Mirza, che lo aggredisce furibondo, tanto da richiedere l'intervento dei servizi sociali. L'uomo pretende che i due ragazzi si sposino e reagisce con rabbia quando Nisha lo informa che si sono lasciati, ritenendo che questo atto abbia portato disonore e vergogna alla famiglia dinanzi ai loro concittadini pakistani, nonostante la ragazza affermi che non abbia perso con lui la verginità.
Un giorno Nisha viene quindi rapita con uno stratagemma dal padre e dal fratello maggiore con la complicità della madre, i quali la sottraggono ai servizi sociali a cui era stata affidata e, dopo averle buttato il cellulare e fermato ogni tentativo di fuga, la portano in Pakistan per affidarla agli zii in modo che la educhino ai fondamenti della religione islamica. La ragazza, andando al mercato con la zia, tenta di mettersi in contatto con un'amica tramite un computer pubblico per chiedere aiuto, ma viene scoperta e rinchiusa in casa, poi i parenti le bruciano il passaporto per impedirle qualsiasi rientro in patria.
Nisha cerca di assecondare la volontà della famiglia, adattandosi alle loro consuetudini e obbedendo alle regole imposte; dopo qualche tempo intreccia una relazione segreta con il cugino Amir. Una notte escono di casa per baciarsi in strada, ma vengono sorpresi da tre poliziotti che li picchiano e umiliano, costringendoli a spogliarsi e scattando loro delle foto, per poi estorcere del denaro alla famiglia in cambio del silenzio per l'accaduto. La colpa dell'accaduto viene fatta nuovamente ricadere su Nisha, accusata di aver "sedotto" il cugino, e pertanto la famiglia richiama Mirza affinché la riporti a casa.
Giunto in Pakistan, Mirza prova a combinare il matrimonio di Nisha con Amir ma la famiglia di questi non intende accettare, ritenendo la reputazione della ragazza ormai compromessa. Il padre a questo punto con uno stratagemma conduce la figlia in cima a un'altura e le ordina ripetutamente di lanciarsi nel vuoto. Ma lei non obbedisce e lui non ha il coraggio di spingerla.
Tornata in Norvegia, Nisha è costretta a una vita di reclusione da parte dei genitori che le cambiano scuola e la tengono segregata in casa; arriva a essere costretta a ritrattare la richiesta di aiuto inviata dal Pakistan e rintracciata dai servizi sociali, affermando che fosse un gesto dettato dalla rabbia.
Successivamente la ragazza viene convocata dai genitori insieme a dei loro vicini di casa pakistani: si sono accordati per darla in sposa al loro figlio, un medico canadese, che le viene presentato tramite una videochiamata al computer. Mirza si dice contento di avere un genero medico, un figlio con le stesse aspirazioni e una figlia che potrà studiare nelle ottime scuole canadesi per avere anch'ella un buon lavoro; la madre del promesso sposo ribatte però che col suo stipendio elevato manterrà la futura moglie, che pertanto dovrà interrompere gli studi e rinunciare a qualsiasi lavoro per fare solamente la moglie e la madre. Mirza sembra sfavorevolmente sorpreso dalla parole della futura suocera, mentre la figlia tenta di celare la scontentezza per il suo destino. Quella notte, la ragazza decide però di ribellarsi alla situazione e scappa di casa calandosi dal balcone; la sorella minore si sveglia ma resta in silenzio per non compromettere la sua fuga. Nella sequenza finale, Nisha, dalla strada sotto casa, vede Mirza che la sta osservando dalla propria stanza con la luce accesa, ma senza fare alcunché e permettendole così di fuggire.

## Accoglienza

### Incassi
La pellicola ha incassato in Norvegia 44156 $, nel resto del mondo 2146975 $ per un totale di 2191131 $.

### Critica
Sul sito aggregatore di recensioni Rotten Tomatoes il film ha un indice di gradimento del 78%, basato su 41 recensioni e una valutazione media di 7/10. Il consenso dei critici del sito recita: "Cosa dirà la gente sostiene che il sessismo inizia a casa, e i risultati possono essere tanto potenti quanto difficili da guardare". Metacritic attribuisce al film una valutazione media ponderata di 69 su 100, sulla base di 15 recensioni, indicando "recensioni generalmente favorevoli".